# Élections législatives de 1999 aux Îles Cook
En 1999, les îles Cook sortaient à peine d'une grave crise économique et financière. Entre 1995 et 1997, l'archipel avait vu son PIB chuté de près de 20 %. À l'origine de cette récession une dette phénoménale contractée auprès du gouvernement italien dans le cadre d'une affaire politico-immobilière dite de l'hôtel Sheraton. Les îles Cook durent se déclarer en faillite. Obligé de réduire son train de vie, le gouvernement licencia près de la moitié des agents de l'état entrainant une nouvelle vague d'émigration vers la Nouvelle-Zélande et l'Australie.
Au pouvoir depuis 1989, Geoffrey Henry et le Cook Islands Party jugés responsable de la situation, devaient faire les frais de ces difficultés aux élections générales du 16 juin 1999. S'il réussit à conserver 10 sièges, le Democratic Party rebaptisé Democratic Alliance Party y obtint une majorité relative avec 12 sièges. Avec 3 sièges le New Alliance Party de Norman George se retrouvait désormais en position d'arbitre, ayant la possibilité de faire ou défaire les majorités. Cela entraîna une période d'instabilité. Pas moins de quatre Premiers Ministres (Geoffrey Henry, Joe Williams, Terepai Maoate et Robert Woonton) se succédèrent au poste jusqu'aux élections suivante de 2004.
Le même jour que les élections était organisé un référendum sur la diminution de la durée d'une législature à quatre années au lieu de cinq jusqu'alors. Le "oui" l'emporta avec 63 % des suffrages.

## Résultats

### Rarotonga
| Circonscription            | Élu                    | Parti |
| -------------------------- | ---------------------- | ----- |
| Tupapa-Maraerenga          | Tupou Alfred Faireka   | CIP   |
| Takuvaine-Tutakimoa        | Geoffrey Henry         | CIP   |
| Avatiu-Ruatonga-Palmerston | Albert Peto Nicholas   | CIP   |
| Nikao-Panama               | Ngamau Mere Munokoa    | DAP   |
| Ruaau                      | Maria Heather          | DAP   |
| Akaoa                      | Teremoana Tapi Taio    | DAP   |
| Murienua                   | Tom John Marsters      | CIP   |
| Titikaveka                 | Robert George Wigmore  | DAP   |
| Ngatangiia                 | Terepai Maoate         | DAP   |
| Matavera                   | Peri Vaevaetaeroi Pare | DAP   |

### Aitutaki
| Circonscription           | Élu                  | Parti   |
| ------------------------- | -------------------- | ------- |
| Amuri-Ureia               | Paora Teiti          | CIP     |
| Arutanga-Reureu-Nikaupara | Teinakore Tom Bishop | CIP/Ind |
| Vaipae-Tautu              | Kete Ioane           | DAP     |

### Mangaia
| Circonscription | Élu             | Parti |
| --------------- | --------------- | ----- |
| Oneroa          | Papamama Pokino | CIP   |
| Ivirua          | Jim Marurai     | NAP   |
| Tamarua         | Miimama Parima  | CIP   |

### Atiu
| Circonscription             | Élu               | Parti |
| --------------------------- | ----------------- | ----- |
| Teenui-Mapumai              | Upokomaki Simpson | NAP   |
| Tengatangi-Areora-Ngatiarua | Norman George     | NAP   |

### Les autres îles
| Circonscription | Élu                   | Parti |
| --------------- | --------------------- | ----- |
| Mauke           | Mapu Taia             | DAP   |
| Mitiaro         | Tangata Mouauri Vavia | DAP   |
| Rakahanga       | Pupuke Robati         | DAP   |
| Manihiki        | Robert Woonton        | DAP   |
| Pukapuka-Nassau | Tiaki Wuatai          | DAP   |
| Penrhyn         | Tepure Tapaitau       | CIP   |

### Outre-mer
| Circonscription           | Élu          | Parti |
| ------------------------- | ------------ | ----- |
| Circonscription outre-mer | Joe Williams | CIP   |